# Gouvernement provisoire
Ne doit pas être confondu avec Gouvernement intérimaire.
Un gouvernement provisoire est un gouvernement instauré dans un État dans des circonstances exceptionnelles, pouvant inclure une guerre ou une révolution, et chargé d'administrer les affaires du pays en attendant le retour à un fonctionnement normal des institutions, généralement par le biais d'une élection. Le titre de gouvernement provisoire peut être utilisé par des gouvernements en exil.
Ils peuvent être impliqués dans la définition de la structure juridique des régimes suivants, des lignes directrices relatives aux droits de l'homme et aux libertés politiques, de la structure de l'économie, des institutions gouvernementales et de l'alignement international. Un gouvernement provisoire diffère d'un gouvernement intérimaire, qui est chargé de gouverner dans le cadre d'un système parlementaire établi et sert de remplaçant à la suite d'une motion de censure ou de la dissolution de la coalition au pouvoir.
Selon Yossi Shain et Juan J. Linz, les gouvernements provisoires peuvent être classés en quatre groupes:
1. Les gouvernements provisoires révolutionnaires (lorsque l'ancien régime est renversé et que le pouvoir appartient au peuple qui l'a renversé) ;
2. Les gouvernements provisoires à partage de pouvoir (lorsque le pouvoir est partagé entre l'ancien régime et ceux qui essaient de le changer) ;
3. Les gouvernements provisoires en place (lorsque le pouvoir pendant la période de transition appartient à l'ancien régime) ;
4. Les gouvernements provisoires internationaux (lorsque le pouvoir pendant la période de transition appartient à la communauté internationale).

La mise en place d'un gouvernement provisoire est souvent liée à la mise en œuvre d'une justice transitionnelle.
Les premiers gouvernements provisoires ont été créés pour préparer le retour du pouvoir royal. Les assemblées convoquées de manière irrégulière pendant la Révolution anglaise, telles que la Confédération irlandaise (1641-1649), étaient qualifiées de « provisoires ». Le Congrès continental, une convention de délégués des Treize Colonies britanniques de la côte Est de l'Amérique du Nord, est devenu le gouvernement provisoire des États-Unis en 1776, pendant la Guerre d’indépendance américaine. Le gouvernement a perdu son statut provisoire en 1781, après la ratification des Articles de la Confédération, et a continué d'exister en tant que Congrès de la Confédération jusqu'à ce qu'il soit supplanté par le Congrès des États-Unis en 1789.
La pratique consistant à utiliser le terme « gouvernement provisoire » dans le cadre d'un nom officiel remonte au gouvernement de Talleyrand en France en 1814. En 1843, les pionniers américains (en) de l'Oregon Country, dans la région du Nord-Ouest Pacifique de l'Amérique du Nord, ont établi le Gouvernement provisoire de l'Oregon - car le gouvernement fédéral américain n'avait pas encore étendu sa juridiction sur la région - qui a existé jusqu'en mars 1849. Les nombreux gouvernements provisoires des révolutions de 1848 ont donné au mot son sens moderne : un gouvernement libéral établi pour préparer les élections.

## Exemples de gouvernements provisoires
De nombreux gouvernements provisoires ont été établis depuis les années 1850.

### Afrique
En 2024 en Afrique, le Soudan du Sud, la Libye, le Soudan, le Burkina Faso et le Tchad ont un gouvernement provisoire.
- Gouvernement provisoire de la République algérienne (1958-1962) ;
- Gouvernement militaire provisoire de l'Éthiopie socialiste (1974-1987)
- Gouvernement de transition pour l'unité nationale (Namibie) (en), gouvernement intérimaire ayant exercé le pouvoir à la fin de la Guerre de la frontière sud-africaine ;
- Gouvernement de transition d'Éthiopie (1991-1995), établi à la fin de la guerre civile éthiopienne ;
- Gouvernement provisoire de l'Érythrée (1993), établi après l'indépendance de l'Érythrée ;
- (2003-2006) Gouvernement de transition de la république démocratique du Congo établi à la fin de la deuxième guerre du Congo
- (2003-2006) Assemblée législative nationale de transition du Liberia (en)
- Conseil national de transition libyen (CNT) (2011-2012), créé durant la révolte libyenne de 2011 ; après la chute de Mouammar Kadhafi, administre le pays jusqu'à l'entrée en fonction de l'assemblée constituante, le Congrès général national ;
- Gouvernement provisoire égyptien (2013-2014), établi à la suite des protestations égyptiennes de juin 2013 (en) et le coup d'État qui a suivi ;
- Le Gouvernement d'unité nationale de Libye (2021-aujourd'hui) soutenu par l'ONU, est formé à Syrte après le Forum de dialogue politique libyen en attendant l'établissement d'une nouvelle constitution ;
- Le Conseil de souveraineté au Soudan (2019-2021), établi en 2019 après 8 mois de manifestations contre le président el-Bechir et le coup d'État militaire qui a suivi ;
- Conseil militaire de transition au Tchad (2021-aujourd'hui), formé en avril 2021 après l'assassinat du président Idriss Déby durant l'offensive dans le nord du Tchad ;
- Mouvement patriotique pour la sauvegarde et la restauration au Burkina Faso (2022-aujourd'hui), formé le 24 janvier 2022 après un coup d'État. Son chef Paul-Henri Sandaogo Damiba a également subi un coup d'État. Après cela, Ibrahim Traoré a pris le pouvoir en tant que chef de file du mouvement et président intérimaire du Burkina Faso.

### Amériques
- Gouvernement de transition vénézuélien (2019-2022), établi en janvier 2019 par l'Assemblée nationale dirigée par Juan Guaidó, actuellement en conflit avec le gouvernement en place de la république bolivarienne du Venezuela dirigé par Nicolás Maduro. Le gouvernement de transition est soutenu et reconnu par les États-Unis, l'Union européenne, le Groupe de Lima, et beaucoup d'autres pays occidentaux ;
- Gouvernement provisoire entre 2001 et 2003, à la suite de la crise de décembre 2001 (es)
- Conseil National de Gouvernement (en) (1986-1988), organe de gouvernement intérimaire à Haïti après le départ de Jean-Claude Duvalier.
- Gouvernement révolutionnaire populaire de la Grenade (1979-1983) : la constitution du pays est suspendue à la suite du renversement du gouvernement en mars 1979.
- Gouvernement provisoire de Viamonte (es) (1829)

### Asie
- Gouvernement révolutionnaire des Philippines (en) (1898-1899) établi dans les Indes orientales espagnoles ;
- Gouvernement provisoire de la république de Chine (en) (1912), établi après le succès du Soulèvement de Wuchang.

#### Première Guerre mondiale et entre-deux-guerres
- Gouvernement provisoire de l'Inde (en) (1915), établi à Kaboul ;
- République de Van (1915), établie en Arménie occidentale ;
- Gouvernement national provisoire du sud-ouest du Caucase (en) (1919), établi à Kars ;
- Gouvernement provisoire de la république de Corée (대한민국임시정부) (1919-1948), établi en exil à Shanghaï en Chine et plus tard à Chongqing, durant l'occupation japonaise de la Corée ;
- Gouvernement de la Grande Assemblée nationale (1920-1923), établi en tant que gouvernement alternatif à l'Empire ottoman occupé par les Alliés pendant la guerre d'indépendance turque ;

#### Seconde Guerre mondiale
- Gouvernement provisoire de la république de Chine (1937-1940), établi par l'empire du Japon lors de l'invasion de la Chine orientale.
- Gouvernement provisoire de l'Inde libre (1943-1945) : animé par des indépendantistes indiens soutenus par les Japonais durant la Seconde Guerre mondiale. Le Gouvernement provisoire de l'Inde libre a son siège en Birmanie occupée par les Japonais et exerce une souveraineté théorique sur les îles Andaman et les îles Nicobar, également occupées par le Japon ; il disparaît lors de la défaite des Japonais en Birmanie.

#### Guerre froide et suites
- Gouvernement intérimaire de l'Inde (1946-1947), formé par l'Assemblée constituante indienne nouvellement créée afin d'administrer ce qui deviendra le Dominion de l'Inde et le Dominion du Pakistan durant la période de transition entre la colonisation britannique et l'indépendance ;
- Gouvernement d'urgence de la république d'Indonésie (1948-1949), gouvernement d'urgence établi par Sjafruddin Prawiranegara (en) à Sumatra après la capture de Yogyakarta, alors capitale indonésienne, par les Pays-Bas ;
- Gouvernement provisoire d'Israël (1948-1949) établi après la déclaration d'indépendance d'Israël, en place jusqu'aux premières élections de la Knesset ;
- Gouvernement central provisoire du Viêt Nam (1948-1949), gouvernement fantoche installé par les Français durant la guerre d'Indochine ;
- Gouvernement provisoire de la République arabe syrienne (1949), établi sur la base d'un consensus national afin de rédiger une nouvelle constitution et de réinstaurer un régime civil après une série de gouvernements militaires ;
- Gouvernement révolutionnaire provisoire de la république du Sud Viêt Nam (1969-1976) (proclamé par le Viêt Cong durant la guerre du Viêt Nam, prend le pouvoir au sud du pays en 1975, dissous lors de la fusion avec le Nord Viêt Nam l'année suivante) ;
- Gouvernement provisoire du Bangladesh (1970-1972), établi après la déclaration de liberté des Bengalais exilés à Calcutta ;
- Gouvernement provisoire de l'Iran (1979-1980) : en place après la révolution iranienne et le renversement de la dynastie Pahlavi et jusqu'à la promulgation de la constitution de la République islamique d'Iran ;
- République démocratique d'Iran (1981), formé par le moudjahiddines du peuple iranien basé à Paris, puis en Albanie. Il constitue le principal gouvernement iranien en exil qui s'oppose au gouvernement clérical ;
- Gouvernement provisoire des Philippines (en) (1986-1987), établi après la Révolution philippine de 1986 jusqu'à la rédaction d'une nouvelle constitution ;
- Comité exécutif de l'Organisation de libération de la Palestine (1988-), après s'être vu confier les pouvoirs et les responsabilités du gouvernement provisoire de l'État de Palestine[6],[7] ;
- Autorité provisoire des Nations unies au Cambodge (1992-1993) ;
- Autorité palestinienne (1994-2013), l'organisation administrative créée pour gouverner certaines parties de la Cisjordanie et de la bande de Gaza, à la suite des accords d'Oslo[8].

#### XXIesiècle
En 2023, l'Afghanistan, la Birmanie, la Syrie et le Yémen sont les pays asiatiques ayant un gouvernement provisoire. Le gouvernement provisoire syrien est un groupe d'opposition en rébellion contre le gouvernement, internationalement reconnu. Le gouvernement provisoire afghan n'est pas reconnu, mais il est de facto le seul organe de gouvernement du pays. La Birmanie et le Yémen ont des gouvernements provisoires au pouvoir et dans l'opposition.
- Autorité provisoire de la coalition (2003-2004) : administre le pays après le renversement de Saddam Hussein et la mise en place d'un gouvernement irakien ;
- Gouvernement intérimaire irakien (2004-2005) et le  Gouvernement de transition en Irak (2005-2006) sont deux autorités provisoires établies après la remise du pouvoir au peuple irakien à la suite de l'invasion de l'Irak en 2003 pour gouverner, en attendant l'adoption d'une constitution permanente ;
- Gouvernement intérimaire syrien (2013-aujourd'hui), établi par la Coalition nationale syrienne durant la guerre civile syrienne ;
- Conseil politique suprême au Yémen (2015-aujourd'hui), établi par le mouvement Houthi après le coup d'État yéménite de 2014-2015. Il participe actuellement à la guerre civile au Yémen (depuis 2014) contre les gouvernements d'Abdrabbuh Mansur Hadi et du Conseil de direction présidentiel ;
- Gouvernement de transition syrien (2024)

### Europe
- Gouvernement provisoire de la Toscane (it) (1859)
- Gouvernement provisoire de Milan (1848)
- Gouvernement provisoire de 1814, avant la mise en place du gouvernement de la Première Restauration ;
- Gouvernement provisoire de Belgique (1830) ;
- Administration provisoire russe en Bulgarie (1877) établie pour les territoires bulgares occupés par l'armée impériale russe pendant la guerre russo-turque de 1877-1878 ;
- Gouvernement provisoire de 1848, gérant les affaires de l'État dans les semaines qui suivent la révolution de février 1848 et la chute de la monarchie de Juillet ;
- Gouvernement provisoire de la Nation piémontaise (1798)
- Gouvernement provisoire de 1868-1871, établi après la Révolution de 1868 en attendant l'élection d'un monarque constitutionnel.
- Gouvernement de la Défense nationale (1870-1871) présidé par Louis Jules Trochu après la défaite militaire du Second Empire et la proclamation de la Troisième République, alors que le pays est toujours en guerre et dépourvu de constitution.

#### Première Guerre mondiale et entre-deux-guerres
- Gouvernement provisoire d'Albanie (1912-1914), établi après la Première guerre balkanique ;
- Gouvernement provisoire de Thrace occidentale (1913), établi en Grèce moderne en opposition à l'annexion par la Bulgarie au cours de la deuxième guerre balkanique ;
- République autonome d'Épire du Nord (1914), établie pour s'opposer à l'annexion par l'Albanie ;
- Gouvernement provisoire de la république d'Irlande (en) (1916), titre adopté par les dirigeants de l'éphémère Easter Rising ;
- Gouvernement de défense nationale (1916), nord de la Grèce ;
- Gouvernement provisoire russe (1917), mis en place après la révolution de Février et la chute de l'Empire russe ; administre les affaires de l'État en l'attente de la fin de la Première Guerre mondiale et de la rédaction d'une constitution (la République n'étant officiellement proclamée qu'en septembre de la même année). Renversé lors de la révolution d'Octobre qui amène au pouvoir les bolcheviks ;
- État des Slovènes, Croates et Serbes (1918), créé en 1918 en tant que première incarnation non reconnue de la Yougoslavie, il fusionne ensuite avec les royaumes de Serbie et du Monténégro pour former le royaume des Serbes, Croates et Slovènes ;
- Conseil des commissaires du peuple (1918-1919) : proclamé en 1918, après la chute de l'Empire allemand lors de la révolution de novembre, jusqu'à l'élection d'une Assemblée constituante. En février 1919, cède le pouvoir à un gouvernement élu par l'assemblée ;
- Gouvernement provisoire estonien (en) (1918-1919) ;
- Gouvernement provisoire letton (en) (1918-1920) ;
- Gouvernement provisoire ukrainien (1918) ;
- Gouvernement provisoire de la Région septentrionale (1918-1920) ;
- Gouvernement provisoire après le putsch de Kapp (1920) ;
- Gouvernement provisoire irlandais (en) (1922), établi par le traité anglo-irlandais entre le gouvernement britannique et les révolutionnaires irlandais, afin d'ouvrir à la voie à la création de l'État libre d'Irlande la même année ;

#### Seconde Guerre mondiale
- État français (1940-1944 ; dit également gouvernement de Vichy). Régime mis en place après la suspension de facto, et l'abrogation de plusieurs articles, des lois constitutionnelles de 1875. Le régime de Pétain, en vertu de la loi constitutionnelle du 10 juillet 1940, est mis en place en attendant la rédaction d'une nouvelle constitution, qui sera écrite mais jamais promulguée).
- Gouvernement provisoire de Lituanie (1941), établi lorsque les Lituaniens renversent l'occupation soviétique lors de l'insurrection de juin. Il fonctionne brièvement jusqu'à ce que l'Allemagne nazie annexe le pays ;
- Républiques partisanes italiennes (1943-1944)
- Gouvernement national provisoire de Hongrie (1944-1945) (Ideiglenes Nemzeti Kormány)[9] ;
- Gouvernement provisoire de la Yougoslavie fédérale démocratique (en) (1945) ;
- Comité français de libération nationale (CFLN) (1943-1944), installé à Alger, alors partie de la France métropolitaine ;
- Gouvernement provisoire de la République française (1944-1946) : gouvernement administrant le territoire français à la fin de la Seconde Guerre mondiale après la Libération, jusqu'à la promulgation de la constitution de 1946 instaurant la Quatrième République) ;
- Gouvernement démocratique d'Albanie (1944-1946)
- La Commission gouvernementale de Sigmaringen, appelée aussi Délégation française, puis Commission gouvernementale française pour la défense des intérêts nationaux (septembre 1944–avril 1945). Gouvernement en exil du régime de Vichy.
- Gouvernement de Flensbourg (1945) : tente d'administrer le Troisième Reich après les suicides d'Adolf Hitler et de son successeur Joseph Goebbels. Il est dissous sur ordre des Alliés.

Des gouvernements provisoires ont également été mis en place dans toute l'Europe au fur et à mesure que les pays occupés étaient libérés de l'occupation nazie par les Alliés.

#### Guerre froide
- Gouvernement provisoire de la RDA (1949-1950) ;
- Administration provisoire turque chypriote[10] (1967-1971).

#### Effondrement de l'URSS et conséquences
- Gouvernement d'entente nationale, établi en Tchécoslovaquie après la révolution de velours de 1989 ;
- Front de salut national, au moment de la révolution roumaine de 1989 ;
- Gouvernement intérimaire estonien (1990-1992) ;
- Comité d'État sur l'état d'urgence en Union soviétique après la tentative de coup d'État de 1991.

#### XXIesiècle
Depuis 2021 en Europe, la Biélorussie est le seul pays à disposer actuellement d'un gouvernement provisoire, établi par l'opposition parallèlement au gouvernement de la république de Biélorussie.
- Conseil de coordination (depuis 2020), mis en place à la suite de l'élection présidentielle biélorusse de 2020 et des manifestations qui ont suivi. Le gouvernement de transition est soutenu et reconnu par la Lituanie.

### Océanie
- Gouvernement provisoire d'Hawaï (1893-1894), établi en 1893 après le renversement du royaume d'Hawaï, rebaptisée république d'Hawaï en 1894 ;
- Gouvernement intérimaire d'Australie (en), établi dans l'attente de la première élection du nouveau Commonwealth d'Australie.